# Élections européennes de 1994 en Belgique
En Belgique, les élections européennes de 1994 se sont déroulées le 12 juin 1994.
Non-participation : 9,3 % (Le vote est obligatoire)

## Candidats

### Collège francophone
| Parti | Parti                                                         | Tête de liste |
| ----- | ------------------------------------------------------------- | ------------- |
|       | Parti socialiste                                              | José Happart  |
|       | Parti réformateur libéral-Front démocratique des francophones | Jean Gol      |
|       | Parti social chrétien                                         | Gérard Deprez |
|       | Ecolo                                                         | Paul Lannoye  |
|       | Front national                                                | Daniel Féret  |

### Collège néerlandophone
| Parti | Parti                               | Tête de liste          |
| ----- | ----------------------------------- | ---------------------- |
|       | Christelijke Volkspartij            | Leo Tindemans          |
|       | Partij voor Vrijheid en Vooruitgang | Willy De Clercq        |
|       | Socialistische Partij               | Freddy Willockx        |
|       | Vlaams Blok                         | Karel Dillen           |
|       | Agalev                              | Magda Aelvoet          |
|       | Volksunie                           | Jaak Vandemeulebroucke |

### Collège germanophone
| Parti | Parti                     | Tête de liste  |
| ----- | ------------------------- | -------------- |
|       | Christlich Soziale Partei | Mathieu Grosch |

## Résultats

### Collège francophone
| Parti | Parti                                                         | Votes   | Votes | Votes | Sièges | Sièges        | Groupe politique |
| Parti | Parti                                                         | Voix    | %     | +/-   | Nb.    | +/-           | Groupe politique |
| ----- | ------------------------------------------------------------- | ------- | ----- | ----- | ------ | ------------- | ---------------- |
|       | Parti socialiste                                              | 680 142 | 30,4  | 7,7   | 3      | 2             | PSE              |
|       | Parti réformateur libéral-Front démocratique des francophones | 541 724 | 24,2  |       | 3      |               | ELDR             |
|       | Parti social chrétien                                         | 420 198 | 18,8  | 2,5   | 2      | en stagnation | PPE              |
|       | Ecolo                                                         | 290 859 | 13,0  | 3,6   | 1      | 1             | Verts            |
|       | Front national                                                | 175 732 | 7,9   | n/a   | 1      | n/a           | NI               |
|       | Avant-garde initiative régionale                              | 42 917  | 1,9   | n/a   | 0      | n/a           |                  |
|       | Gauches unies                                                 | 35 977  | 1,6   | n/a   | 0      | n/a           |                  |
|       | Parti du travail de Belgique                                  | 17 454  | 0,8   | 0,4   | 0      | en stagnation |                  |
|       | Solidarité, universalité, droits de l'homme                   | 14 054  | 0,6   | n/a   | 0      | n/a           |                  |
|       | Liste Europe des travailleurs et de la démocratie             | 8 822   | 0,4   | 0,2   | 0      | en stagnation |                  |
|       | Parti humaniste                                               | 6 385   | 0,3   | 0,1   | 0      | en stagnation |                  |

### Collège néerlandophone
| Parti | Parti                           | Votes     | Votes | Votes | Sièges | Sièges        | Groupe politique |
| Parti | Parti                           | Voix      | %     | +/-   | Nb.    | +/-           | Groupe politique |
| ----- | ------------------------------- | --------- | ----- | ----- | ------ | ------------- | ---------------- |
|       | Christelijke Volkspartij        | 1 013 268 | 27,4  | 6,6   | 4      | 1             | PPE              |
|       | Vlaamse Liberalen en Democraten | 678 424   | 18,4  | 1,3   | 3      | 1             | ELDR             |
|       | Socialistische Partij           | 646 376   | 17,6  | 2,5   | 3      | en stagnation | PSE              |
|       | Vlaams Blok                     | 463 924   | 12,6  | 6,0   | 2      | 1             | NI               |
|       | Agalev                          | 396 200   | 10,7  | 1,5   | 1      | en stagnation | Verts            |
|       | Volksunie                       | 262 045   | 7,1   | 1,6   | 1      | en stagnation | ARE              |
|       | Waardig Ouder Worden            | 127 052   | 3,5   | n/a   | 0      | n/a           |                  |
|       | Parti du travail de Belgique    | 41 818    | 1,1   | 0,5   | 0      | en stagnation |                  |
|       | Autres                          | 59 608    | 1,6   | 0,9   | 0      | en stagnation |                  |

### Collège germanophone
| Parti | Parti                                | Voix   | %    | Sièges | Groupe politique |
| ----- | ------------------------------------ | ------ | ---- | ------ | ---------------- |
|       | Christlich Soziale Partei            | 11 999 | 31,3 | 1      | PPE              |
|       | Partei für Freiheit und Fortschritt  | 7 690  | 20,1 | 0      |                  |
|       | Partei der Deutschsprachigen Belgier | 5 945  | 15,5 | 0      |                  |
|       | Ecolo                                | 5 714  | 14,9 | 0      |                  |
|       | Sozialistische Partei                | 4 820  | 12,6 | 0      |                  |
|       | JUROPA                               | 1 969  | 5,1  | 0      |                  |
|       | Parti du travail de Belgique         | 205    | 0,5  | 0      |                  |